# Cecilia Skingsley
Marie Annie Cecilia Skingsley, född Bystedt 18 augusti 1968, är en svensk nationalekonom, journalist och ämbetsman. Skingsley utsågs 2025 till landshövding i Stockholms län. Hon var 2019–2022 förste vice riksbankschef vid Sveriges riksbank. 

## Biografi
Skingsley har avlagt filosofie kandidatexamen i nationalekonomi och statsvetenskap vid Stockholms universitet. Hon har vidareutbildat sig till diplomerad finansanalytiker vid Institutet för företagsledning vid Handelshögskolan i Stockholm och har en journalistutbildning från Poppius journalistskola.
Skingsley var i sin ungdom aktiv i Moderata ungdomsförbundet, och var bland annat riksordförande för Moderat skolungdom 1987.
Skingsley är dotter till Britt-Marie Bystedt.

## Karriär
Skingsley inledde sin karriär 1989 som reporter på SAF Radio City. Där fortsatte hon arbeta till 1991 då hon rekryterades till Finansdepartementet i rollen som pressekreterare hos biträdande finansminister Bo Lundgren, ett uppdrag hon hade till 1994 då hon istället anställdes som pressekreterare till Moderaternas partiledare Carl Bildt. År 1995 återgick hon till arbetet som reporter, denna gång på Dagens industri. Därifrån gick hon 1998 över till ABN Amro Bank där hon tog tjänst som makroanalytiker fram till 2000. Därefter gick hon tillbaka till Dagens industri, nu som reporter, redaktör och krönikör. Hon stannade på Dagens industri i sju år innan hon gick vidare till en tjänst som analyschef och chefsekonom på Swedbank. 
Från 22 maj 2013 var hon en av sex ekonomer i Sveriges riksbanks direktion med titeln vice riksbankschef. I november 2019 utsågs hon till förste vice riksbankschef. Den 15 augusti 2022 lämnade hon rollen som förste vice riksbankschef då hon fick en chefstjänst inom centralbankernas samarbetsorgan Bank for International Settlements (BIS).
Skingsley är även kolumnist i Affärsvärlden, Privata Affärer och Svenska Dagbladet.
Skingsley utsågs i maj 2025 till landshövding i Stockholms län. Hon tillträdde den 16 juni 2025, och hon lämnade samtidigt sitt uppdrag vid Bank for International Settlements. Förordnandet sträcker sig till 30 juni 2031.